# The-Dream

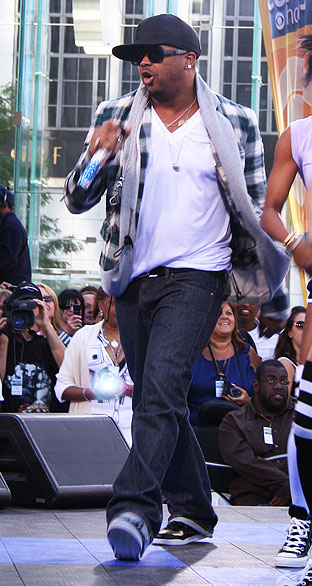
The-Dream (2008)

The-Dream (* 20. September 1977 in Rockingham, North Carolina; bürgerlich Terius Youngdell Nash) ist ein US-amerikanischer Hip-Hop- und R&B-Sänger und Songwriter.

## Biografie
Entdeckt wurde Terius Nash nicht als Musiker, sondern als Songwriter. Er schrieb für B2K den Albumtitel Everything und wurde daraufhin 2003 unter Vertrag genommen. Sein erster großer Erfolg war der Song Me Against the Music von Britney Spears und Madonna, der weltweit ein Hit und Nummer 1 in den USA wurde. Die Single entstand, wie viele andere aus Nashs Feder, in Zusammenarbeit mit Songwriter und Produzent Christopher „Tricky“ Stewart.
Seinen größten Hit schuf er 2007 mit Umbrella von Rihanna, der der Sängerin zum weltweiten Durchbruch verhalf. Sie brachte ihm eine Grammy-Nominierung ein (Autor/Song des Jahres). Auch für seine eigene musikalische Karriere wirkte sich der Erfolg positiv aus, er bekam nämlich einen Vertrag als Musiker und veröffentlichte unter dem Künstlernamen The-Dream noch im selben Jahr seine erste Single Shawty Is da Shit, oder in der entschärften Version Shawty Is a 10. Sie erreichte Platz 17 der US-Charts. Und noch im Dezember brachte er sein Debütalbum heraus. Sowohl mit dem Album, als auch mit seinen ersten drei Singles schaffte er es unter die Top 10 der jeweiligen R&B-Charts und die Top 40 der offiziellen Charts.
Daneben war er nun auch ein gefragter Songschreiber. Zu Nashs Abnehmern gehören Janet Jackson, Céline Dion, Mary J. Blige und Mariah Carey, mit der er 2007 Touch My Body schrieb, einen weiteren Nummer-1-Hit. Auch J. Holidays R&B-Hit Bed stammt von ihm.
Von 2004 bis 2007 war er mit der Sängerin Nivea verheiratet. Sie haben eine gemeinsame Tochter. Seit dem 4. September 2009 war er mit der Sängerin Christina Milian verheiratet, die beiden trennten sich jedoch Ende 2009 wieder. Ihre Tochter, Violet Madison Nash, kam am 26. Februar 2010 zur Welt.

## Diskografie

### Studioalben
| Jahr | Titel                                | Höchstplatzierung, Gesamtwochen, AuszeichnungChartsChartplatzierungen (Jahr, Titel, Platzierungen, Wochen, Auszeichnungen, Anmerkungen) | Anmerkungen                             |
| Jahr | Titel                                | US | Anmerkungen                             |
| ---- | ------------------------------------ | --- | --------------------------------------- |
| 2007 | Love Hate                            | US30 Gold · (40 Wo.)US | Erstveröffentlichung: 11. Dezember 2007 |
| 2009 | Love vs. Money                       | US2 Gold · (28 Wo.)US | Erstveröffentlichung: 10. März 2009     |
| 2010 | Love King                            | US4 (9 Wo.)US | Erstveröffentlichung: 29. Juni 2010     |
| 2011 | 1977                                 | — | Erstveröffentlichung: 31. August 2011   |
| 2013 | IV Play                              | US16 (6 Wo.)US | Erstveröffentlichung: 28. Mai 2013      |
| 2018 | Ménage à Trois: Sextape Vol. 1, 2, 3 | — | Erstveröffentlichung: 21. Dezember 2018 |
| 2020 | Sextape Vol. 4                       | — | Erstveröffentlichung: 17. April 2020    |

### Singles als Leadmusiker
| Jahr | Titel Album                        | Höchstplatzierung, Gesamtwochen, AuszeichnungChartsChartplatzierungen (Jahr, Titel, Album, Platzierungen, Wochen, Auszeichnungen, Anmerkungen) | Anmerkungen                                              |
| Jahr | Titel Album                        | US | Anmerkungen                                              |
| ---- | ---------------------------------- | --- | -------------------------------------------------------- |
| 2007 | Shawty Is a 10 Love Hate           | US17 Gold (Mastertone) · (20 Wo.)US | Erstveröffentlichung: 10. Juli 2007                      |
| 2007 | Falsetto Love Hate                 | US30 Gold (Mastertone) · (19 Wo.)US | Erstveröffentlichung: 28. September 2007                 |
| 2008 | I Luv Your Girl Love Hate          | US20 (20 Wo.)US | Erstveröffentlichung: 15. April 2008                     |
| 2008 | Rockin’ That Shit Love vs. Money   | US22 (20 Wo.)US | Erstveröffentlichung: 9. Dezember 2008                   |
| 2009 | My Love Love vs. Money             | US82 (4 Wo.)US | Erstveröffentlichung: 27. Januar 2009 feat. Mariah Carey |
| 2009 | Walkin’ on the Moon Love vs. Money | US87 (9 Wo.)US | Erstveröffentlichung: 28. April 2009 feat. Kanye West    |
| 2010 | Love King                          | US92 (3 Wo.)US | Erstveröffentlichung: 9. März 2010                       |

### Singles als Gastmusiker
| Jahr | Titel Album                               | Höchstplatzierung, Gesamtwochen, AuszeichnungChartplatzierungen (Jahr, Titel, Album, Platzierungen, Wochen, Auszeichnungen, Anmerkungen) | Höchstplatzierung, Gesamtwochen, AuszeichnungChartplatzierungen (Jahr, Titel, Album, Platzierungen, Wochen, Auszeichnungen, Anmerkungen) | Höchstplatzierung, Gesamtwochen, AuszeichnungChartplatzierungen (Jahr, Titel, Album, Platzierungen, Wochen, Auszeichnungen, Anmerkungen) | Höchstplatzierung, Gesamtwochen, AuszeichnungChartplatzierungen (Jahr, Titel, Album, Platzierungen, Wochen, Auszeichnungen, Anmerkungen) | Höchstplatzierung, Gesamtwochen, AuszeichnungChartplatzierungen (Jahr, Titel, Album, Platzierungen, Wochen, Auszeichnungen, Anmerkungen) | Anmerkungen                                                                       |
| Jahr | Titel Album                               | DE | AT | CH | UK | US | Anmerkungen                                                                       |
| ---- | ----------------------------------------- | --- | --- | --- | --- | --- | --------------------------------------------------------------------------------- |
| 2008 | Baby Exit 13                              | — | — | — | UK56 (3 Wo.)UK | US52 (11 Wo.)US | Erstveröffentlichung: 1. Juli 2008 LL Cool J feat. The-Dream                      |
| 2008 | Cookie Jar The Quilt                      | — | — | — | UK6 Silber · (18 Wo.)UK | US59 (5 Wo.)US | Erstveröffentlichung: 8. Juli 2008 Gym Class Heroes feat. The-Dream               |
| 2008 | Please Excuse My Hands Definition of Real | — | — | — | — | US66 (12 Wo.)US | Erstveröffentlichung: 13. Juli 2008 Plies feat. The-Dream & Jamie Foxx            |
| 2009 | Throw It in the Bag Loso’s Way            | — | — | — | — | US14 (23 Wo.)US | Erstveröffentlichung: 12. Mai 2009 Fabolous feat. The-Dream                       |
| 2009 | Digital Girl Intuition                    | — | — | — | — | US92 (1 Wo.)US | Erstveröffentlichung: 6. Juli 2009 Jamie Foxx feat. The-Dream, Kanye West & Drake |
| 2009 | Gangsta Luv Malice n Wonderland           | — | — | — | — | US35 (19 Wo.)US | Erstveröffentlichung: 6. Oktober 2009 Snoop Dogg feat. The-Dream                  |
| 2025 | Baccarat –                                | DE70 (… Wo.)DE | — | — | — | — | Erstveröffentlichung: 7. August 2025 Kontra K feat. The-Dream                     |